# 창춘시
창춘(중국어 간체자: 长春, 정체자: 長春, 병음: Chángchūn) 또는 장춘은 중화인민공화국 지린성에 있는 부성급시이다. 지린 성의 성도이며, 정치, 경제, 문화의 중심을 담당하고 있다. 창춘 디이 자동차 제조 공장과 창춘 영화 제작소가 있어, 자동차공업과 영화 제작의 거점이 되고 있다. 총면적 20,571km2, 집시구의 면적은 3,578km2, 시가지는 168.6km2, 총인구는 2020년 기준 906만명이다. 주민은 한족, 만주족, 조선족, 후이족, 몽골족, 시보족 등 38개의 민족으로부터 구성된다.

## 역사
부여의 수도였다. 고구려의 영토였고 발해시대 부여부의 선주에 속해있었다. 이후 요나라, 금나라, 원나라에 속했다. 기원전 3세기 말에 건국이 되었다고 한다.
고려 때 윤관이 여진을 정벌하러 가는길에 군사를 주둔 시킨 기록이 남아 있다,
명나라때는 삼만위에 속했으며 후에 해서여진에 속하게 되었다. 청나라 초에는 관성자(寬城子)라고 불리며 곽이나사전기(郭爾羅斯前旗)에 속하게 되었다. 1800년 청나라 황제인 가경제는 이퉁 강의 동쪽 기슭에 있던 작은 마을인 장춘보(長春堡)를 장춘청으로 승격시켰다. 1825년(도광 5년)다시 관성자로 개명되었고 1889년(광서 15년)에 더해졌다. 1905년부터 1935년까지 창춘은 일본 소유의 남만주 철도와 러시아 소유의 둥칭 철도의 교차점으로 빠르게 성장하였다. 창춘에는 철도 수리소가 있었고 창춘을 시작으로 한반도와 네이멍구(內蒙古）로 뻗은 지선이 있었다. 창춘은 만주국의 수도가 되었고 당시에는 신징(新京, 신경)이라고 불렸다. 신징은 잘 계획된 도시로 넓은 도로와 현대화된 공공 시설이 있었다. 도시는 경제와 도시 기반의 급격한 확장을 겪었다.
콴청 구에서 1931년 만보산 사건이 일어났다.
1931년부터 1945년까지 중국의 마지막 황제 푸이는 일본에 의해 만주국 정부의 수장으로 취임하였다. 그는 지금은 웨이만황궁박물원(僞滿皇宮博物院)이 된 제국 궁전(帝宮)에 살았다.
제2차 세계대전 기간에 심각하게 파괴된 도시는 1945년에 소비에트 군에 의해 점령되었다. 소련군은 1946년 중국 내전 때까지 계속 도시에 주둔하였다. 1946년에 국민당 군은 도시를 점령하였으나 중국 공산당 군의 저항에 밀려 도시 외곽의 농촌은 차지하지 못했다. 도시는 12달 동안의 포위 공격 끝에 인민해방군의 손에 들어갔고 이 과정에서 굶주림으로 10만에서 30만에 이르는 아사자가 발생했다. 중화인민공화국은 1954년에 창춘을 지린 성의 성도로 정했다.
창춘 영화 제작소는 이때 남아있던 영화 제작소 중 하나이다. 1950년대부터 창춘은 중국 자동차 산업의 중심지로 지정되었다.
그러다가 한국전쟁 때에 김일성이 이 곳에 일시적으로 피난하기도 했던 장소다. 그리고 조선민주주의인민공화국도 대한민국과 UN군에 밀려 중국으로 피난한 바 있다.
창춘은 2007년 동계 아시안 게임을 개최하기도 했다.

## 기후
연평균 기온은 4.9 °C이고 최고기온기록은 39.5 °C, 최저기온기록은 -39.8 °C이다. 연일조시간은 2688시간, 무상일수는 140~150일이다. 연평균 강수량은 522~615mm이다.
| 창춘시의 기후                                               | 창춘시의 기후 | 창춘시의 기후 | 창춘시의 기후 | 창춘시의 기후 | 창춘시의 기후 | 창춘시의 기후 | 창춘시의 기후 | 창춘시의 기후 | 창춘시의 기후 | 창춘시의 기후 | 창춘시의 기후 | 창춘시의 기후 | 창춘시의 기후 |
| 월                                                          | 1월           | 2월           | 3월           | 4월           | 5월           | 6월           | 7월           | 8월           | 9월           | 10월          | 11월          | 12월          | 연간          |
| ----------------------------------------------------------- | ------------- | ------------- | ------------- | ------------- | ------------- | ------------- | ------------- | ------------- | ------------- | ------------- | ------------- | ------------- | ------------- |
| 역대 최고 기온 °C (°F)                                      | 4.6 (40.3)    | 14.5 (58.1)   | 23.4 (74.1)   | 31.9 (89.4)   | 35.2 (95.4)   | 36.7 (98.1)   | 38.0 (100.4)  | 35.6 (96.1)   | 30.6 (87.1)   | 27.8 (82.0)   | 20.7 (69.3)   | 11.7 (53.1)   | 38.0 (100.4)  |
| 일평균 최고 기온 °C (°F)                                    | −9.3 (15.3)   | −3.9 (25.0)   | 4.5 (40.1)    | 14.8 (58.6)   | 22.0 (71.6)   | 26.5 (79.7)   | 28.1 (82.6)   | 26.9 (80.4)   | 22.3 (72.1)   | 13.7 (56.7)   | 2.0 (35.6)    | −7.1 (19.2)   | 11.7 (53.1)   |
| 일일 평균 기온 °C (°F)                                      | −14.3 (6.3)   | −9.3 (15.3)   | −1.0 (30.2)   | 8.8 (47.8)    | 16.2 (61.2)   | 21.3 (70.3)   | 23.7 (74.7)   | 22.3 (72.1)   | 16.5 (61.7)   | 7.9 (46.2)    | −2.8 (27.0)   | −11.8 (10.8)  | 6.5 (43.6)    |
| 일평균 최저 기온 °C (°F)                                    | −18.6 (−1.5)  | −14.3 (6.3)   | −6.1 (21.0)   | 3.0 (37.4)    | 10.5 (50.9)   | 16.3 (61.3)   | 19.7 (67.5)   | 18.2 (64.8)   | 11.2 (52.2)   | 2.8 (37.0)    | −7.1 (19.2)   | −15.9 (3.4)   | 1.6 (35.0)    |
| 역대 최저 기온 °C (°F)                                      | −36.5 (−33.7) | −31.9 (−25.4) | −27.7 (−17.9) | −12.2 (10.0)  | −3.4 (25.9)   | 4.5 (40.1)    | 11.1 (52.0)   | 3.9 (39.0)    | −3.7 (25.3)   | −13.4 (7.9)   | −24.7 (−12.5) | −33.2 (−27.8) | −36.5 (−33.7) |
| 평균 강수량 mm (인치)                                       | 4.4 (0.17)    | 6.1 (0.24)    | 13.4 (0.53)   | 22.0 (0.87)   | 62.6 (2.46)   | 102.1 (4.02)  | 147.5 (5.81)  | 131.6 (5.18)  | 53.9 (2.12)   | 24.6 (0.97)   | 16.9 (0.67)   | 8.2 (0.32)    | 593.3 (23.36) |
| 평균 강수일수 (≥ 0.1 mm)                                    | 5.1           | 4.4           | 5.6           | 6.5           | 11.0          | 13.5          | 13.4          | 12.3          | 8.1           | 6.8           | 6.1           | 6.5           | 99.3          |
| 평균 상대 습도 (%)                                          | 66            | 57            | 51            | 44            | 50            | 63            | 75            | 76            | 65            | 59            | 62            | 67            | 61            |
| 평균 월간 일조시간                                          | 180.9         | 203.7         | 236.9         | 238.1         | 253.5         | 245.4         | 229.0         | 235.3         | 236.8         | 210.4         | 167.7         | 159.1         | 2,596.8       |
| 가능 일조율                                                 | 62            | 69            | 64            | 59            | 55            | 53            | 49            | 55            | 64            | 62            | 59            | 58            | 59            |
| 출처: 중국기상국 (평년값: 1991년~2020년, 극값: 1951년~현재) |               |               |               |               |               |               |               |               |               |               |               |               |               |

## 행정구역
창춘시는 7개의 시할구, 2개의 현급시, 1개의 현을 관할한다.
| 행정 구역              |        |  |
| ---------------------- | ------ |  |
|                        |        |  |
| 창춘 도시 지역         |        |  |
| 난관 구                | 南關區 |  |
| 콴청 구                | 寬城區 |  |
| 차오양 구              | 朝陽區 |  |
| 얼다오 구              | 二道區 |  |
| 루위안 구              | 綠園區 |  |
| 창춘 근교 및 외곽 지역 |        |  |
| 솽양 구                | 雙陽區 |  |
| 주타이 구              | 九台區 |  |
| 위수 시                | 榆樹市 |  |
| 더후이 시              | 德惠市 |  |
| 눙안 현                | 農安縣 |  |

## 경제
창춘의 GDP는 5년 만에 두배로 증가하여 306억 달러를 달성하였다. 도시의 주요 산업은 식료품, 광전자 정보 산업, 생물과 의료 산업 그리고 자동차이다. 창춘은 중국에서 가장 큰 자동차 제조 기지이다. 자동차 산업이 막 시작할 때부터 중국에서 가장 큰 자동차 생산업체 중 하나인 FAW(디이 자동차)의 본사가 이곳에 있었다. 창춘은 '중국의 신시내티'라는 별명이 있다.
2007년 수입은 31.3% 증가한 54억 3천만 달러였고 수출은 38.8% 증가한 15억 1천만 달러였다. 2007년 말 1인당 GDP는 16.1%증가한 4119달러로 중국 659개 도시 중 52위를 차지했다.
창춘은 많은 잠재력을 가지고 있지만 다른 북쪽의 도시들처럼 많은 어려움들을 해결하기 위해 노력하고 있다. 점차 주변 도시들과의 경쟁에 직면하고 있고 우위를 점하던 것으로 보이던 전력 발전 사업도 다른 주변 도시들이 격차를 좁혀오고 있다.
외국인 직접 투자는 여전히 적고 2007년에도 16억 9천만 달러에 그쳤다. 그러나 꾸준히 증가하고 있고 예년보다 20% 증가하였다. 그러나 투자가들은 여전히 확신할만한 것을 필요로 한다. 코카콜라와 같은 큰 사업자들은 이점을 도울 것이다. 코카콜라는 창춘의 경제기술개발구역에 2천만 달러를 투자해 음료 공장을 세웠다.
창춘은 동북아시아의 기하학적인 중심에 자리잡고 있다. 남쪽으로는 랴오둥반도의 해안선과 대한민국 및 북한, 북쪽으로는 러시아, 서쪽으로는 몽골이 있다. 창춘은 둥베이의 교통과 통신의 중추이다.
창춘의 주요 산업은 교통 설비와 기계 제조 산업이다. 중국의 첫 번째 차와 트럭이 이곳에서 만들어졌다. 자동차 제조산업 및 주택과 서비스 산업은 도시 남서부의 실질적인 부분을 차지하고 있다. 이들은 아우디, 폴크스바겐, 도요타와 협력하고 홍치와 같은 럭셔리 브랜드를 생산한다.
창춘은 매년 창춘 국제 모터쇼, 농업 박람회, 교육 박람회, 조각 전시회를 개최한다.

## 인구
| 연도 | 인구      | ±%     |
| --- | --------- | ------ |
| 2000 | 7,135,439 | —      |
| 2010 | 7,677,089 | +7.6%  |
| 2020 | 9,066,906 | +18.1% |
| Population size may be affected by changes in administrative divisions. In 1958, 5 counties were put under Changchun's jurisdiction, increasing the total population to over 4 million. |           |        |

### 민족 구성
한족이 95.58%로 다수를 차지하고 다음으로 만주족, 조선족, 후이족, 몽골족 등이 있다.
| 민족이름                 | 한족      | 만주족  | 조선족 | 후이족 | 몽골족 | 위구르족 | 먀오족 | 투자족 | 좡족  | 시버족 | 기타 민족 |
| ------------------------ | --------- | ------- | ------ | ------ | ------ | -------- | ------ | ------ | ----- | ------ | --------- |
| 인구 수                  | 8,666,496 | 208,017 | 93,304 | 43,517 | 34,114 | 2,857    | 2,668  | 2,317  | 1,861 | 1,540  | 10,215    |
| 인구비율(%)              | 95.58     | 2.29    | 1.03   | 0.48   | 0.38   | 0.03     | 0.03   | 0.03   | 0.02  | 0.02   | 0.11      |
| 소수민족 인구 중 비율(%) | －        | 51.95   | 23.30  | 10.87  | 8.52   | 0.71     | 0.67   | 0.58   | 0.46  | 0.38   | 2.55      |

## 교통
- 창춘 룽자 국제공항이 있다.
- 창춘 지하철이 있다.

## 군사
- 중화인민공화국 인민해방군 공군 항공 대학
- 중화인민공화국 인민해방군 장갑병 기술 학원

## 관광
- 위만 황궁 박물원
- 난후 공원
- 롄화 산 스키장
- 징웨탄 스키장
- 신민 광장
- 지린성 박물관

## 자매도시
- 대한민국 울산광역시
- 영국 버밍햄
- 미국 플린트
- 미국 스토닝턴
- 세르비아 노비사드
- 캐나다 퀘벡
- 캐나다 윈저
- 슬로바키아 질리나
- 독일 볼프스부르크
- 러시아 첼랴빈스크
- 러시아 노보시비르스크
- 러시아 상트페테르부르크
- 러시아 울란우데
- 뉴질랜드 매스터턴

## 같이 보기
- 분류:창춘시 출신